# Мардук-закір-шумі II
Мардук-закір-шумі II (аккад. «Мардук назвав ім'я») — цар Вавилонії, правив приблизно в 703 до н. е..
Посаджений на престол повсталими вавилонянами. Скинутий Мардук-апла-іддином II.